# Franz Thorbecke
Franz Thorbecke (Heidelberg, 8 novembre 1875 – Winterstein, 12 agosto 1945) è stato un geografo tedesco.

## Biografia
Dopo gli studi compiuti a Heidelberg e Gottinga si dedicò all'insegnamento superiore, divenne assistente presso la facoltà di geografia dell'Università di Heidelberg, nel 1907/08 prese parte ad una spedizione nel Camerun occidentale e centrale. Al ritorno divenne riprese l'insegnamento a Mannheim.
Dal 1911 al 1913 guidò un'ampia spedizione della società coloniale tedesca (Deutsche Kolonialgesellschaft) in Camerun alla quale prese parte anche la moglie, Marie-Pauline Thorbecke, sposata nel 1909.
Nel 1917 divenne professore presso l'università di Colonia, divenne professore ordinario nel 1919 e nel 1926 divenne membro dell'Accademia Cesarea Leopoldina.

## Opere
- Das ozeanisch-subtropische Klima und die Gebiete der Etesien und Winterregen. In: Geographische Zeitschrift. Volume 16, 1910
- Das Manenguba-Hochland. E. S. Mittler & Sohn, Berlino 1911, OCLC 48489953 (Inaugural-Dissertation Universität Heidelberg 1910, 33 pagine); anche  in: Mitteilungen aus den deutschen Schutzgebieten, Volume XXIV, 1911, 5. Quaderno, pag. 279-311 OCLC 164855463.
- Djutitza, der Viehposten der Militär-Station Dschang. Bericht der Forschungsreise der Deutschen Kolonialgesellschaft nach Kamerun. In: Zeitschrift für Kolonialpolitik, Kolonialrecht und Kolonialwirtschaft. Volume 14, 1912, pag. 836–838
- Afrika, Teil 1: Allgemeine Übersicht, Ferdinand Hirt, Bresslau 1929,
- Im Hochland von Mittel-Kamerun. 3 Volumi, Friedrichsen, Amburgo 1914–19, un 4° volume in due parti è edito da Friedrichsen, Amburgo, 1924 e (pubblicato da Marie Thorbecke) presso Cram, de Gruyter, Amburgo 1954, 
  - 1, Die Reise. Eindrücke und Beobachtungen 1914.
  - 2, Anthropogeographie des Ost-Mbam-Landes 1916.
  - 3, Beiträge zur Völkerkunde des Ost-Mbam-Landes 1919. Marie Thorbecke come coautrice.
  - 4a, Die Karte des Ost-Mbam-Landes 1924.
  - 4b, Physische Geographie des Ost-Mbam-Landes 1951.